# Ludovico Flangini Giovanelli
Ludovico Flangini Giovanelli (ur. 26 lipca 1733 w Wenecji, zm. 29 lutego 1804 tamże) – włoski duchowny rzymskokatolicki, biskup, kardynał, patriarcha Wenecji.

## Życiorys
Ludovico Flangini Giovanelli urodził się 26 lipca 1733 r. w Wenecji w Republice Weneckiej.
3 sierpnia 1789 r. będąc osobą świecką został mianowany przez papieża Piusa VI kardynałem diakonem. Otrzymał kościół tytularny śś. Kosmy i Damiana (21 lutego 1794 roku zmieniono go na Sant'Agata alla Suburra) i 28 marca 1790 rokju został wyświęcony na diakona. W 1799 otrzymał święcenia prezbiteriatu.
Wziął udział w konklawe 1799–1800, podczas którego należał do stronnictwa proaustriackiego. 2 kwietnia 1800 nowy papież Pius VII mianował go kardynałem prezbiterem i nadał mu kościół tytularny św. Marka (24 maja 1802 zmieniono go na św. Anastazji na Palatynie).
14 listopada 1801 r. z nominacji rządowej został patriarchą Wenecji, co zatwierdził papież Pius VII 23 grudnia 1801 r. 14 marca 1802 roku przyjął sakrę biskupią z rąk biskupa szombathely'skiego kard. Františka Herczana. Współkonsekratorami byli biskup bazylejski Franz Xaver von Neveu oraz biskup hradecki Maria Thaddäus von Trautmannsdorff. Był to pierwszy patriarcha Wenecji wybrany pod władzą austriacką nad tym miastem.
Zmarł 29 lutego 1804 r.